# Mount Gilead (Ohio)
Pour les articles homonymes, voir Gilead.
Mount Gilead est un village situé dans le comté de Morrow, dans l'État de l'Ohio, aux États-Unis.

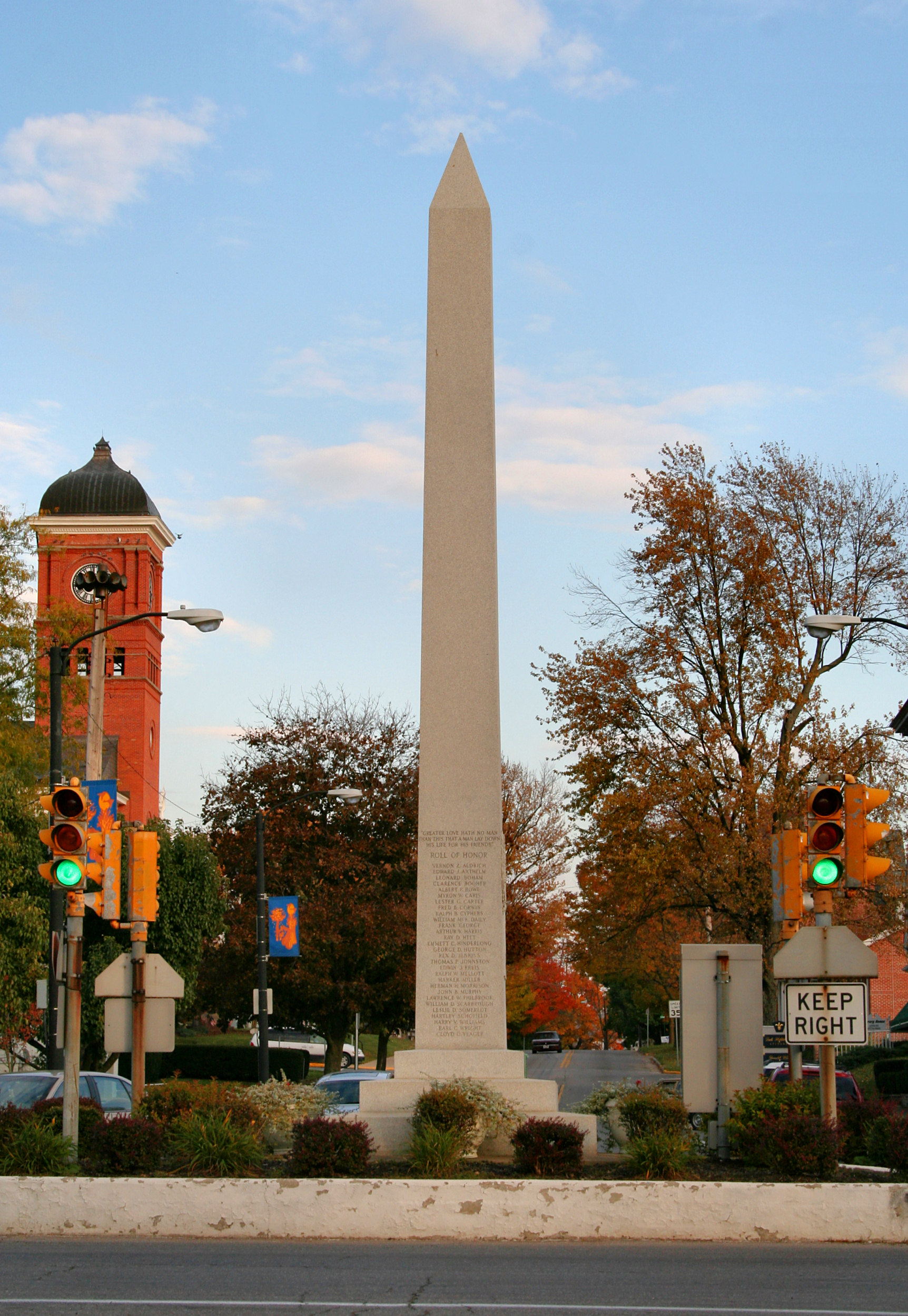
Le mémorial

La population de Mount Gilead s'élevait à 3 290 habitants au recensement de l'an 2000.  Le village est le siège du comté du comté de Morrow et le centre de population de l'Ohio. Le village a été créé en 1832, huit ans après l'arrivée des colons blancs dans la région. Avant leur arrivée, la forêt était un domaine de chasse de la tribu Shawnee.
Le mémorial historique du comté pour la victoire de la Première Guerre mondiale est situé au centre du village. C'est un mémorial unique en son genre aux États-Unis, érigé en décembre 1919. Le parc naturel de Mount Gilead est sur la Route 95.  Les autres endroits touristiques sont les fermes Amish et les magasins à l'est de Mount Gilead, près de Chesterville et Johnsville. Mount Gilead abrite également l'hôpital Morrow.

## Personnalités liées au village
- Warren G. Harding, le 29e président des États-Unis est né près de Blooming Grove, au nord-ouest de Mount Gilead.
- L'auteur satirique Dawn Powell est né et a vécu à Mount Gilead.
- La réformatrice Victoria Woodhull.
- L'acteur Tom Poston.
- Le joueur de Ligue majeure de baseball Tim Belcher.